# Moqtada al-Sadr
Moqtada al-Sadr (em árabe: مقتدى الصدر, translit. Muqtadā aṣ-Ṣadr; nascido em 4 de agosto de 1974) é um acadêmico xiita iraquiano, político e líder de milícia. Ele é o líder do Movimento Sadrista e o líder das Companhias da Paz, sucessora da milícia que ele havia liderado anteriormente durante a presença militar americana no Iraque, o "Exército Mahdi". Em 2018, ele se juntou ao seu partido político sadrista à aliança Saairun, que conquistou o maior número de assentos nas eleições parlamentares iraquianas de 2018 e 2021.
Ele é suspeito de ter ordenado o assassinato de Abdul-Majid al-Khoei em 2003, embora ele negue a acusação e seu envolvimento não tenha sido comprovado.

## Títulos
Ele pertence à proeminente família Sadr que vem de Jabal Amel no Líbano, antes de se estabelecer em Najaf. Sadr é filho de Mohammad Mohammad Sadeq al-Sadr, uma figura religiosa e política iraquiana que se opôs a Saddam Hussein, e sobrinho de Mohammad Baqir al-Sadr. Ele é muitas vezes denominado com o título honorífico Saíde.[carece de fontes?]
Sua posição religiosa formal dentro da hierarquia clerical xiita é comparativamente de nível médio. Como resultado disso, em 2008, Sadr não reivindicou para si nem o título de mujtahid (o equivalente a um erudito religioso sênior) nem a autoridade para emitir qualquer fátua. No início de 2008, foi relatado que ele estava estudando para ser um aiatolá, algo que melhoraria muito sua posição religiosa.

## Família
Moqtada al-Sadr é o quarto filho de um famoso clérigo xiita iraquiano, o falecido Grande Aiatolá Mohammad Mohammad Sadeq al-Sadr. Ele também é genro do Grande Aiatolá Muhammad Baqir al-Sadr. Ambos eram reverenciados por sua preocupação com os pobres.
Moqtada é iraquiano; seu bisavô é Ismail as-Sadr. Mohammed Sadeq al-Sadr, pai de Moqtada al-Sadr, era uma figura respeitada em todo o mundo islâmico xiita. Ele foi assassinado, juntamente com dois de seus filhos, supostamente pelo governo de Saddam Hussein. O sogro de Moqtada foi executado pelas autoridades iraquianas em 1980. Moqtada é primo do desaparecido Musa al-Sadr, o fundador iraniano-libanês do popular Movimento Amal.
Em 1994, Sadr casou-se com uma das filhas de Muhammad Baqir al-Sadr.

## Posições políticas
Moqtada al-Sadr ganhou popularidade no Iraque após a derrubada do governo de Saddam pela invasão do Iraque pelos EUA em 2003. Sadr afirmou em algumas ocasiões que deseja criar uma "democracia islâmica".[carece de fontes?]
Após a queda do governo de Saddam em 2003, Moqtada al-Sadr organizou milhares de seus apoiadores em um movimento político, que inclui uma ala militar conhecida como Jaysh al-Mahdi ou Exército Mahdi. O nome refere-se ao Mahdi, um imã há muito desaparecido que os xiitas acreditam que deve reaparecer quando o fim dos tempos se aproximar. Este grupo se envolveu periodicamente em conflitos violentos com os Estados Unidos e outras forças da Coalizão, enquanto o movimento sadrista mais amplo formou seus próprios tribunais religiosos e organizou serviços sociais, aplicação da lei e prisões em áreas sob seu controle. A mídia ocidental frequentemente se referia a Moqtada al-Sadr como um clérigo "antiamericano" ou "radical".
Seu apoio mais forte veio da classe de xiitas, como na área de Sadr City, em Bagdá. Muitos apoiadores iraquianos veem nele um símbolo de resistência à ocupação estrangeira. O exército Mahdi foi relatado para ter operado esquadrões da morte durante a Guerra Civil Iraquiana.
Em um comunicado recebido pela AFP em 15 de fevereiro de 2014, Sadr anunciou o fechamento de todos os escritórios, centros e associações filiadas a Al-Shaheed Al-Sadr, seu pai, dentro e fora do Iraque, e anunciou sua não intervenção em todos os assuntos políticos, acrescentando que nenhum bloco representará o movimento dentro ou fora do governo ou parlamento. Várias vezes ele pediu que todos os grupos paramilitares reconhecidos pelo Estado iraquiano sejam dissolvidos após a derrota completa do EIIL e que todas as forças estrangeiras (incluindo o Irã) deixem o território iraquiano. Ele surpreendeu muitos quando visitou os príncipes herdeiros da Arábia Saudita, pela primeira vez em 11 anos, e os Emirados Árabes Unidos (EAU) em 2017 e anteriores e foi criticado em alguns círculos iranianos. Em abril de 2017, ele se destacou de outros líderes xiitas iraquianos ao pedir ao presidente sírio, Bashar al-Assad, apoiado pelo Irã, que renuncie e salve o país de mais derramamento de sangue. Os esforços de Sadr para fortalecer as relações entre a Arábia Saudita e o Iraque refletem os do ex-primeiro-ministro iraquiano Haider al-Abadi.
Moqtada é amplamente suspeito de ordenar numerosos assassinatos contra o clero xiita de alto escalão, incluindo um atentado a bomba em 2003 à casa do Grande Aiatolá Muhammad Saeed al-Hakim, e o assassinato em 10 de abril de 2003 do Grande Aiatolá Abdul-Majid al-Khoei em uma mesquita em Najaf. Em 13 de outubro de 2003, os combates eclodiram em Carbala, quando os homens de al-Sadr atacaram apoiadores do moderado xiita Grande Aiatolá Ali al-Sistani perto do santuário Imam Hussein.[carece de fontes?]